# China Baowu Steel Group
China Baowu Steel Group Corporation Limited — китайская сталелитейная компания, крупнейшая в КНР и в мире, в 2020 году на неё пришлось более 6 % мирового производства стали. Образовалась 1 декабря 2016 года в результате слияния Baoshan Iron and Steel (Baosteel) и Wuhan Iron & Steel. Компания находится под надзором Комитета по контролю и управлению государственным имуществом Китая.
В списке крупнейших компаний мира Fortune Global 500 за 2021 год компания заняла 72-е место.

## История
В первой половине XX века сталелитейная промышленность в Китае была не развита, единственное крупное предприятие было построено японцами сразу после Первой мировой войны в Аньшане, общее производство стали в Китае не превышало 1 миллиона тонн в год. Во время Второй мировой войны и завод в Аньшане был разрушен. С образованием в 1949 году Китайской Народной Республики началась индустриализация страны, в основном по образцу СССР, в частности в сталелитейной отрасли металлургические комбинаты строились по советским проектам (был восстановлен комбинат в Аньшане с увеличением производительности до 7 млн тонн, построен новый комбинат в Ухане, и ещё несколько небольших заводов). Однако в начале 1960-х годов с производством стали начались перебои из-за перенапряжения имеющихся производственных мощностей. Правительство начало централизацию контроля над отраслью, закрывая небольшие предприятия и импортируя технологии из Австрии, Японии и других стран. К 1979 году производство стали в КНР достигло 34 млн тонн, в стране было 13 комбинатов с производительностью более 1 миллиона тонн, а также 800 меньших предприятий.
С началом реформ Дэн Сяопина, в конце 1970-х годов, началась дальнейшая модернизация сталелитейной отрасли, в частности, в 1978 году было начато строительство нового комбината на 20 млн тонн в год в Баошане близ шанхайского порта по образцу японского комбината в Кимицу. Строительство этого флагмана сталелитейной отрасли КНР было завершено в 1988 году, на его основе была создана корпорация Baoshan Iron and Steel. В следующем году комбинат стал основным поставщиком стали для другого китайского гиганта, автомобилестроительной корпорации Shanghai Automotive Industry Group. В 2003 году комбинат поставил 60 % стальных труб для газопровода длиной 4200 км, связавшего восток КНР с западом страны (West–East Gas Pipeline). Однако с конца 1990-х годов конкуренция на китайском рынке стала возрастать, к 2005 году в стране работало 4000 производителей стали, общее производство достигло 200 млн тонн. Чтобы сохранить лидирующие позиции в отрасли, Baoshan Iron & Steel избрала стратегию поглощения конкурентов. В 1998 году были поглощены Shanghai Metallurgical Group Corporation и Shanghai Meishan Group Co. Ltd., в результате название корпорации было изменено на Shanghai Baosteel Group Corporation. Для финансирования дальнейшего развития корпорации в 2000 году акции одной из дочерних компаний, Shanghai Baosteel Iron & Steel, были размещены на Шанхайской фондовой бирже. В 2001 году Baosteel стал основным поставщиком стали для Fiat, был образован альянс с Shougang Group и Wuhan Iron and Steel Group Corporation, а также технологическое партнёрство с германским ThyssenKrupp. В 2003 году на поглощения было потрачено $270 млн. В 2005 году было начато строительство нового комбината в Чжаньцзяне. В 2007 году был куплен контрольный пакет акций Xinjiang Ba Yi Iron and Steel Group, в 2008 году — 71,8 % акций Zhanjiang Iron and Steel, в 2011 году — 51 % акций Guangdong Shaoguan Iron and Steel Group.
1 декабря 2016 года было завершено слияние Baoshan Iron and Steel Group с корпорацией из Уханя Wuhan Iron and Steel, в результате которого образовалась крупнейшая сталелитейная компания КНР — China Baowu Steel — с годовой производительностью около 60 млн тонн стали. Как и у Baoshan Iron and Steel, у Wuhan Iron and Steel была дочерняя компания, акции которой котировались на Шанхайской фондовой бирже, но после слияния акции обеих компаний с листинга были сняты.
В июне 2019 года China Baowu Steel поглотила ещё одного китайского производителя стали — Magang Group (Maanshan Iron & Steel). В результате слияния производство стали компанией превзошло совокупное производство стали в США и почти сравнялось с мировым лидером ArcelorMittal. В 2020 году в состав Baowu Steel был включён второй крупнейший производитель нержавеющей стали в КНР — Taiyang Iron and Steel (Tisco), а в июле 2021 года — седьмая крупнейшая сталелитейная группа КНР Shandong Iron and Steel; в результате производственные мощности Baowu Steel возросли до 150 млн тонн стали в год.
В декабре 2022 года в состав China Baowu Steel Group была включена государственная компания Sinosteel Group.

## Деятельность
В 2020 году China Baowu Steel Group произвела 115,29 млн тонн стали (в 2016 году — 63,81 млн тонн).